# 韓式炒年糕
韓式炒年糕（韓語：떡볶이），又叫辣炒年糕，是一道很受歡迎的韓國炒年糕小吃，一般能在當地的路邊攤或布帳馬車處買到。這道菜的雛形是燉朝鮮打糕（떡찜），是用年糕片、肉、蛋和調味料做成的一道燉菜。炒年糕從前是朝鮮宮廷料理中的一道菜。這種炒年糕是由水煮條狀年糕、肉、菜及調味汁製成，上桌前會在上面加白果及核桃。最初的炒年糕（當時叫宮中炒年糕）是宮廷用作招待賓客的菜，因此是當時高檔菜的代表作。原來的炒年糕是一道炒菜，由條狀年糕（가래떡）與不同的材料作組合，例如牛肉、綠豆芽、蔥、香菇、蘿蔔及洋蔥，最後用醬油來調味。

## 現代演變
在韓戰之後，有一種炒年糕開始變得普及起來。原來的炒年糕是一道鹹的菜，而新的炒年糕比原來的辣得多，並且很快就比傳統的更受歡迎。除了傳統的材料外，這種炒年糕還用了苦椒醬（一種用辣椒製成的辣醬），還有魚糕。加進辣炒年糕的其他材料還包括水煮蛋、煎饅頭、香腸、速食麵（這種叫拉麵辣炒年糕：라볶이）、各種蔬菜及乾酪。現在也流行各種不同的辣炒年糕，例如海鮮辣炒年糕（해물 떡볶이）及辣炒年糕飯（쌀떡볶이）。用麵粉做的炒年糕在早期也流行。

## 各種變化

料理方式
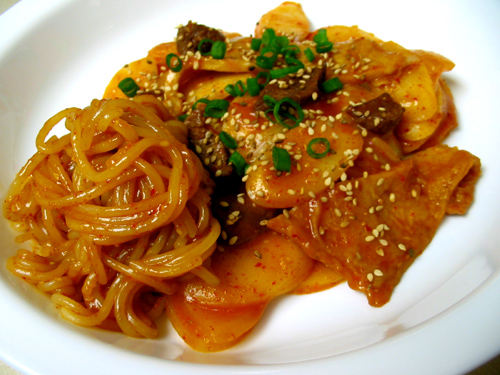
辣炒年糕麵（쫄볶이）
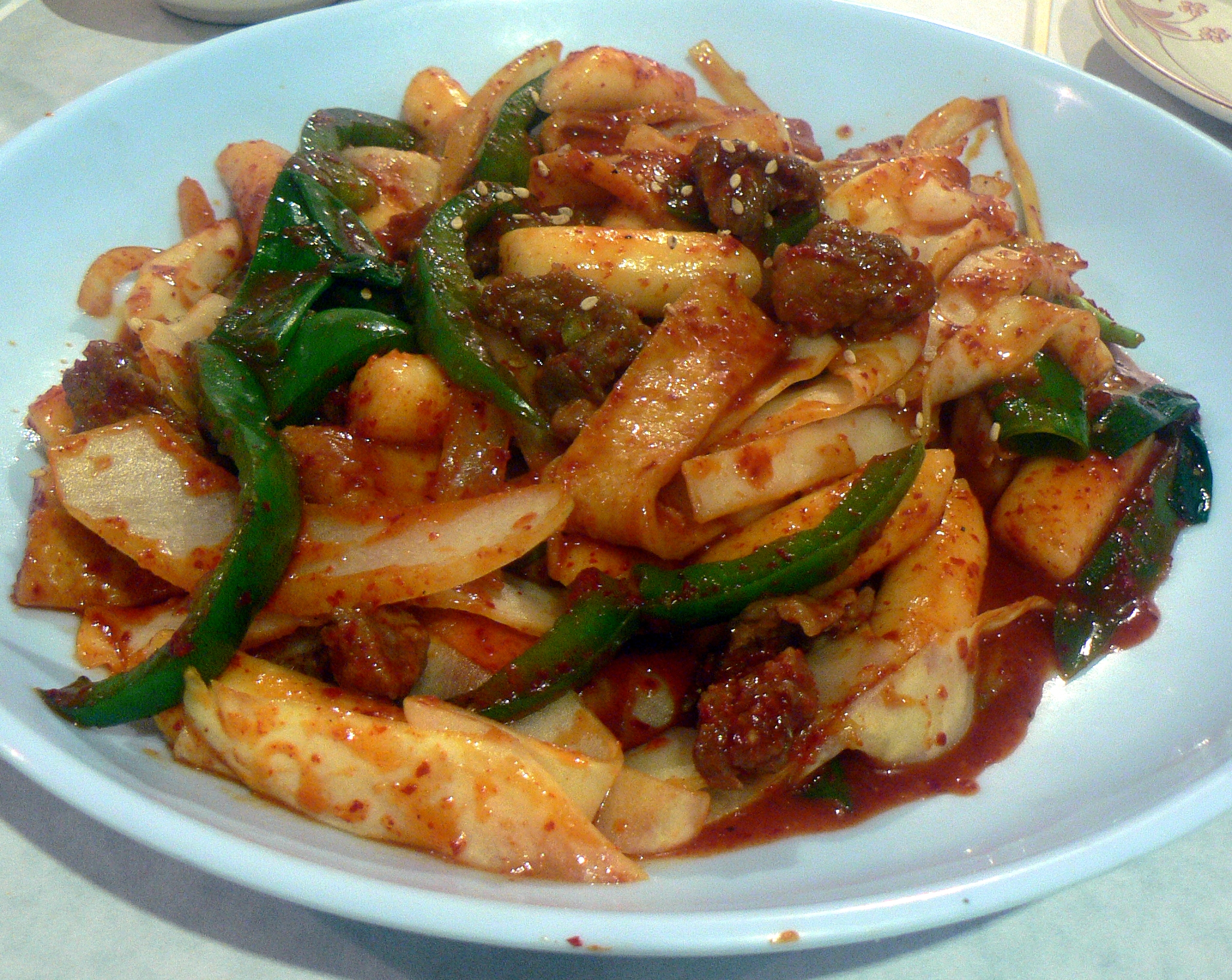
海鮮辣炒年糕（해물 떡볶이）
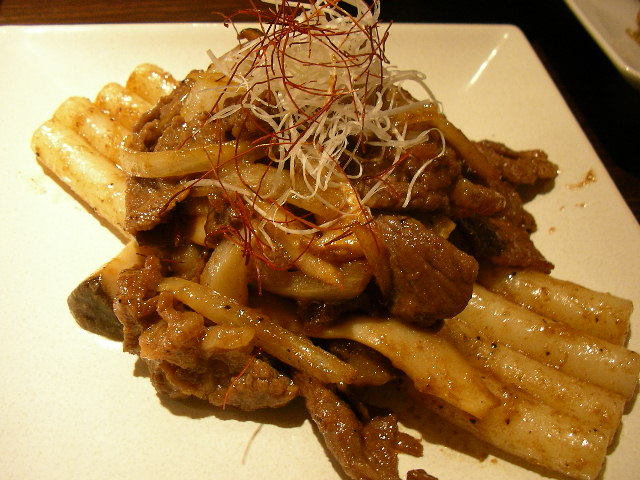
宮中辣炒年糕（궁중 떡볶이），又稱醬油炒年糕，因為加了韓式醬油
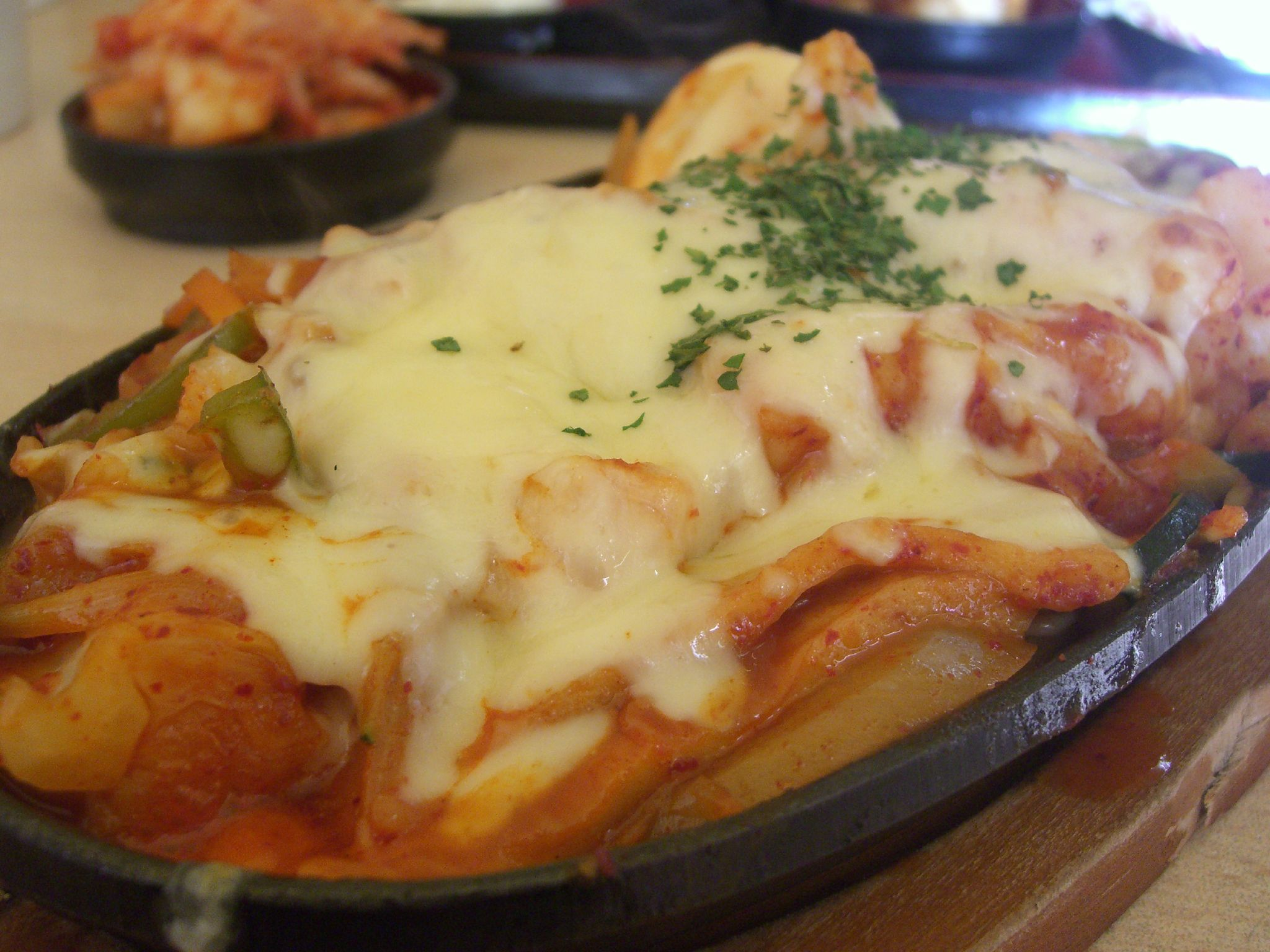
乾酪辣炒年糕（치즈 떡볶이）
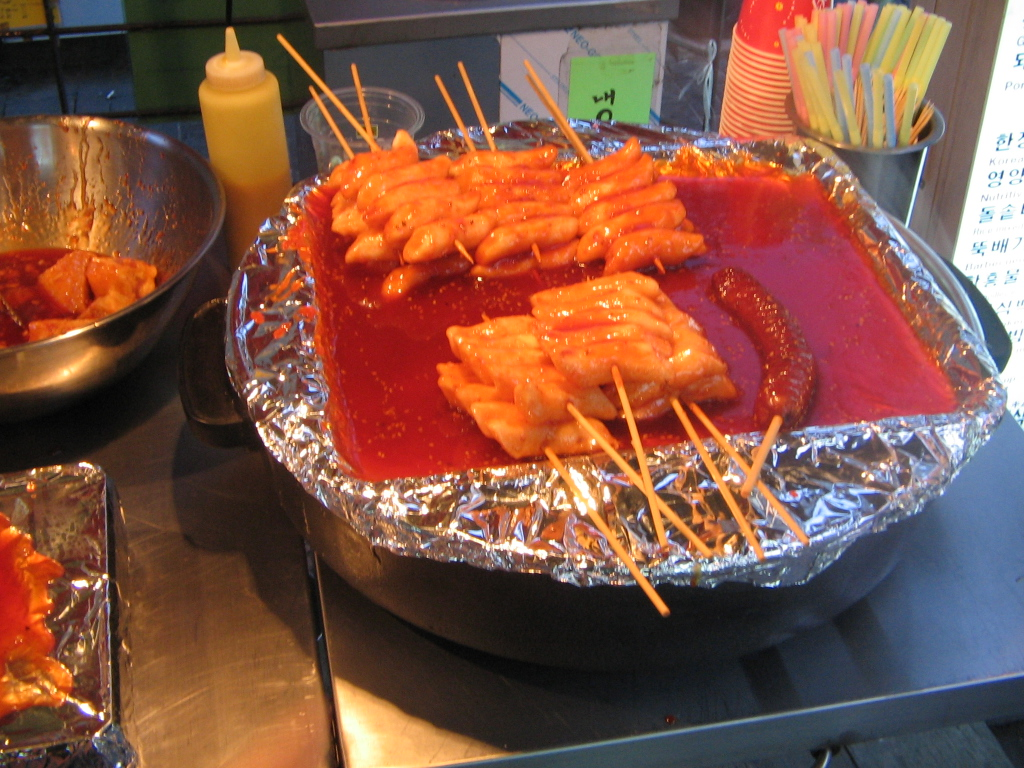
年糕串（떡꼬치），插在竹籤上的辣炒年糕
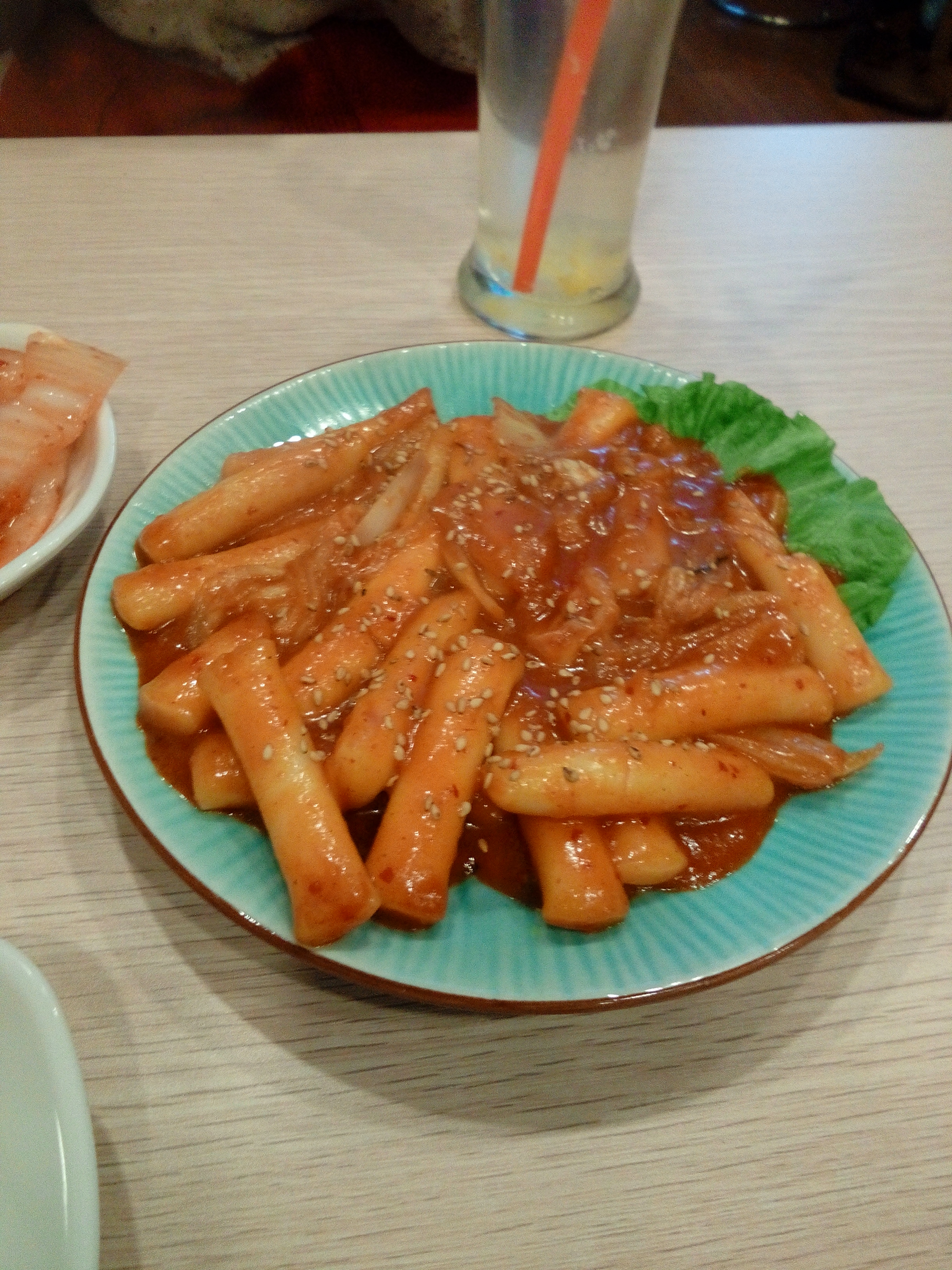
番茄炒年糕

## 外部連結
- （中文） 韓國首爾市官方旅遊網頁－炒年糕